# Seekers (Christianisme)
Les Seekers, parfois traduit chercheurs, sont un groupe de dissidents anglais apparu vers les années 1620, probablement inspiré par la prédication de trois frères : Walter, Thomas et Bartholomew Legate (en). Les Seekers considèrent que toute forme de hiérarchisation de la religion mène à la corruption, et que par conséquent toutes les églises organisées de leur époque le sont. Ils ne forment dès lors jamais d'organisation religieuse non-conformistes, mais un réseau d'association de personnes sans hiérarchie. Ils attentent la révélation de Dieu. Beaucoup d'entre eux rejoignent par la suite la Société religieuse des amis.

## Origine étymologique
Initialement utilisé de manière neutre pour désigner des chrétiens cherchant (Seekers signifie littéralement chercheur) à se rapprocher de Dieu, le mot est associé à des mouvements radicaux dans les années 1640. Néanmoins, il conserve une connotation positive dans un premier temps. En 1648, un recueil de sermons loue les Seekers tandis qu'Oliver Cromwell, dans une lettre à sa fille, utilise le terme de manière ambiguë, pouvant être interprété soit comme une simple quête chrétienne, soit comme une tentative de minimiser les aspirations spirituelles de sa fille. La polysémie du mot offre un espace pour différentes interprétations, certaines cherchant à atténuer sa signification potentiellement subversive.

## Histoire

### Origine

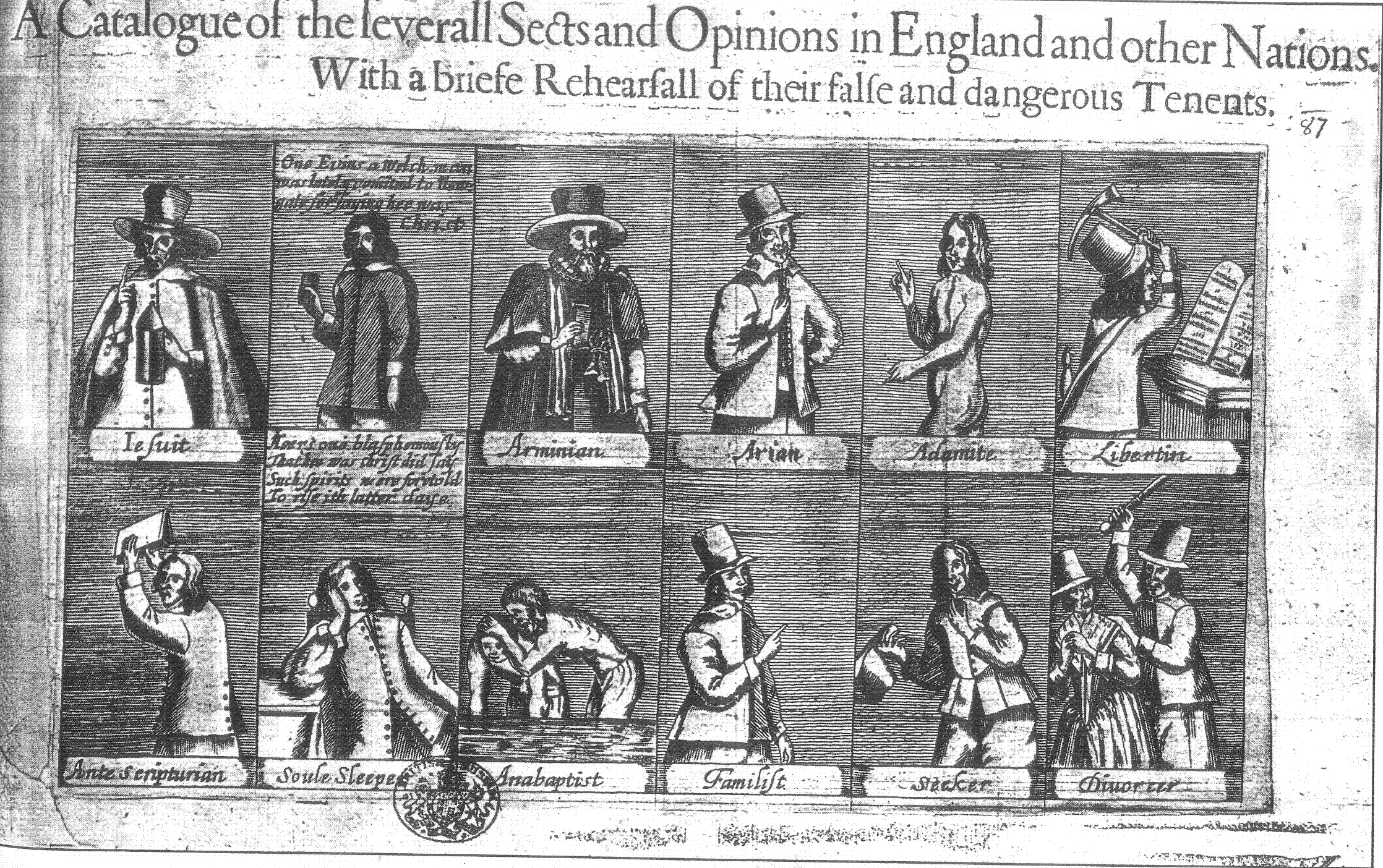
Un grand format intitulé "Catalogue of the several Sects and Opinions" en 1647.

L'origine des premiers Seekers est à retrouver dans la prédication de trois frères : Walter, Thomas et Bartholomew Legate (en). Ce dernier est exécuté aux côté d'Edward Wrightman (en) en 1612 pour ses propos allant à l'encontre des institutions religieuses.
Bien avant la première révolution anglaise, il existe déjà en Angleterre ce que l'historien marxiste anglais Christopher Hill appelle une « culture hérétique des classes inférieures ». L'émergence des seekers est en lien avec la quête de nouveaux prophètes susceptibles de révéler la véritable église de Dieu. Ils souscrivent aux principes de Caspar Schwenckfeld von Ossig, Sébastien Franck et Dirck Volkertszoon Coornhert qui nient l'efficacité des différents sacrements établis dans les religions organisées. Durant le XVIIe siècle, la majorité des seekers vivent dans le Cumberland, Westmorland et le Yorkshire.
Ces courants influencent le radicalisme londonien des années 1620-1630. Les Seekers sont ainsi insérés dans un contexte plus large de contestation religieuse et de recherche d'une véritable église. Cette vision complexe reflète une période de profonde incertitude religieuse et de remise en question des institutions établies.

### Formation de la pensée
Rufus Jones avance que l'influence néerlandaise la plus significative se trouve dans le mouvement Collegiant, émergeant dans les années 1620 où les tendances les plus radicales de l'arminianisme se chevauchent avec le monde fragmenté des mennonites néerlandais. Les liens les plus directs s'établissent autour d'Adam Boreel (en), figure intrigante avec des connexions familiales en Angleterre. Arrêté pour son zèle religieux, Boreel est expulsé du pays dans les années 1630. Lors de la guerre civile des années 1640, il s'engage dans un groupe d'intellectuels anglo-écossais, tentant une défense rationaliste du christianisme. Il argumente et conclut que les églises sont corrompues et inacceptables, appelant à la séparation de telles sociétés et à la recherche d'une adoration privée basée sur les Écritures.
Bien que le parallèle avec les Seekers semble évident, il est complexe de reconstituer les connexions directes. Lorsque le livre de Boreel est publié en anglais en 1648, le seekerisme anglais est déjà bien établi. Il pourrait y avoir un lien via Clement Writer (en) qui se mêle à plusieurs hérésies avant de devenir Seeker. Ce dernier affirme qu'il n'y a pas de ministère, ni de foi, sans une convocation aussi immédiate au ministère que celle des apôtres, et sans accomplir les mêmes miracles qu'eux. Writer, bien qu'il ne soit pas un leader des Seekers, en est un influent porte-parole. La véritable origine des Seekers reste obscure, mais ils semblent être le produit d'une culture protestante anglaise en proie à un anti-formalisme radical.

### Délitement et fin

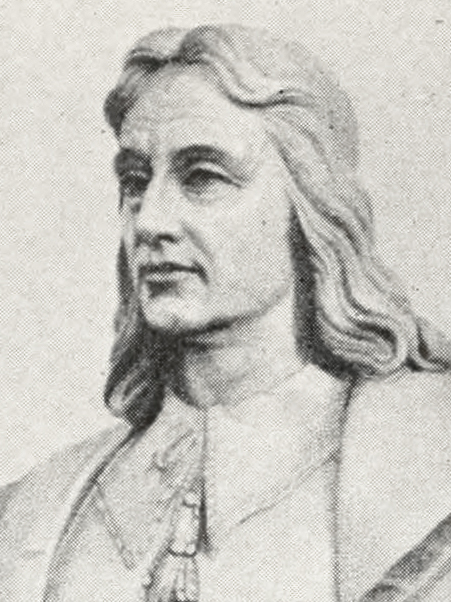
Statue de Roger Williams (Capitole des États-Unis, 1880)

De nombreux Seekers cessent de croire en l'existence ou en la possibilité d'une véritable Église. Il s'agit pour eux d'une affirmation de foi définitive. Les désillusions répétées se sont transformées en une conviction de principe. Toutefois, l'expérience des Seekers, bien que profondément austère, conserve le spectre d'une institution. Certains rapports décrivent des réunions où la prière et la prédication sont les seuls moyens de culte, évoquant même des discussions sur les Écritures.
Persécutés en Europe, la plupart des seekers s'installent au Rhode Island dont le fondateur, Roger Williams professait les idées des seekers et prônait la liberté de culte pour tous. Grâce à la réputation de Roger Williams, la désignation de seeker évolue. Auparavant considérés comme hérétiques, ils deviennent dès lors considérés comme des humanistes favorables à la liberté religieuse.
La transition vers le quakerisme s'est avérée inévitable pour de nombreux Seekers, qui trouvent dans cette nouvelle communauté une structure et une moralité authentique. Contrairement aux Seekers, les Quakers développent une forme de vie collective disciplinée et inspirée.

## Croyances et pratiques
Les seekers ne sont pas un groupe religieux organisé, ni un culte, ni une confession religieuse. Il s'agit de groupements informels et localisés dont la profession de foi se fait au travers de réunions silencieuses. L'adhésion à une assemblée locale des seekers n'empêche pas l'adhésion à une autre secte. En effet, les seekers évitent les credo (voir Christianisme non confessionnel) et chaque assemblée tend à adopter un large éventail d'idées,,. Au coeur de la révolution britannique, ils considèrent que la fin des troubles religieux ne passera pas par des actions armées, mais par la contemplation et la prière afin d'obtenir des révélations divines susceptibles de leur donner les indications pour purifier l'Église de sa corruption.
Les pierres angulaires de cette culture sont l'anticléricalisme et un fort accent sur l'exégèse biblique. Certaines doctrines particulières persistent également dans ce courant : le millénarianisme (en), le mortalisme, l'antitrinitarisme, l'hermétisme et le rejet de la prédestination. De telles idées deviennent courantes chez les seekers ainsi que les premiers quakers et autres groupes radicaux du XVIIe siècle qui prennent part aux discussions libres de la révolution anglaise.
Les seekers et légats sont puritains mais pas calvinistes. Certains historiens contemporains, tout en acceptant leur zèle à désirer une « société pieuse », doutent de l'attachement des puritains anglais au pluralisme, tel que la tradition le suggère. Cependant, les travaux récents de l'historien John Coffey soulignent la contribution d'une minorité de protestants radicaux réclamant la tolérance pour les faits d'hérésie, de blasphème, de catholicisme, ainsi que pour les religions non chrétiennes et même l'athéisme.
Cependant, un certain nombre de croyances et de pratiques distinguaient les Seekers du grand nombre de groupes dissidents non conformistes qui ont émergé à l'époque du Commonwealth d'Angleterre. Le plus important est leur forme de culte collectif ; les seekers tiennent des réunions libres de tout rituel de l'Église et en silence, soucieux de l'inspiration et des conseils directs.
Les seekers participent à l'élaboration de certains aspects du quakerisme et un nombre important d'entre eux sont devenus quakers  et de nombreux seekers restants ont assisté aux funérailles de George Fox. Un auteur contemporain et opposé au mouvement, Richard Baxter, affirme qu'ils ont fusionné avec les « Vanistes » ou disciples d'Henry Vane le Jeune.
Souvent, lorsque les hérétiques risquent d'être brûlés vifs, ils se rétractent, conservant leurs croyances d'une manière moins publique.

## Historiographie

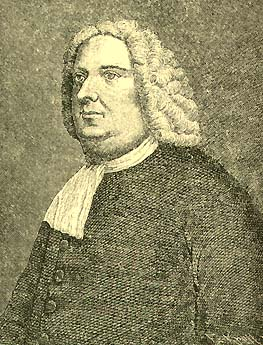
William Penn, principale auteur de l'historiographie Quaker et Seeker.

Les Seekers sont principalement étudiés dans l'historiographie quaker, avec peu d'attention extérieure. William Penn influence cette perspective en présentant le mouvement seekers comme une forme de retrait vers la sainteté. Cette tradition offre de nombreuses recherches de qualité mais demeure ancrée dans une perspective quaker distincte, établie par Penn dans les années 1690. Selon lui, les réformateurs protestants se sont libérés de Rome, mais ont ensuite succombé à la rigidité et à l'ambition. Les séparatistes, plus retirés encore, ont suivi, mais ont également été corrompus par le pouvoir. Ce cycle de retraits et de déceptions a laissé place à une vision critique des mouvements religieux.
Pour William Penn, ils ne sont que des maillons dans la chaîne de l'évolution spirituelle, des Quakers qui n'ont pas encore réalisé qu'ils sont Quakers. Dans l'historiographie quaker, le terme Seeker est devenu une catégorie téléologique, signifiant "pas encore Quaker". Cette appropriation de l'histoire Seeker par les Quaker a souvent soulevé des questions sur leur historicité.
D'autres sources les décrivent différemment, comme des dissidents qui remettent en question les ordonnances religieuses établies. La classification de Baxter illustre cette diversité parmi les Seekers, allant de ceux qui cherchent une église et un ministère véritables à ceux qui nient l'existence même d'une église. Certains Seekers échappent même à la définition conventionnelle, ayant trouvé quelque chose de nouveau. Cependant, cette vue n'est pas partagée par tous, certains considérant que les Seekers rejettent simplement les églises établies. Cela soulève des questions sur la compréhension des Seekers eux-mêmes et leur place dans l'histoire religieuse.

## Personnalités notables des seekers
- Roger Williams (1630-1684) est longtemps considéré comme un seeker par les historiographes[7].
- William Erbery (en) (ou « Erbury ») (1604-1654) est reconnu pour avoir convaincu la fille d'Oliver Cromwell de devenir seeker[2].
- La fumée dans le temple (1646) de John Saltmarsh (en) est une déclaration importante des croyances des seekers[2].
- William Walwyn (en) (1600-1680) est un leader des Niveleurs catégorisé seeker dans le pamphlet de Thomas Edwards[15].

## Voir également
- Religion au Royaume-Uni
- Dissidents anglais
- Quaker

## Lectures complémentaires
- Christopher Hill, The world turned upside down: radical ideas during the English revolution, Temple Smith, 1972 (ISBN 978-0-85117-025-1)
- (en) Francis J. Bremer et Tom Webster, Puritans and Puritanism in Europe and America: A Comprehensive Encyclopedia [2 volumes], Bloomsbury Publishing USA, 19 décembre 2005 (ISBN 978-1-57607-679-8, lire en ligne)
- (en) Ted LeRoy Underwood, Primitivism, Radicalism, and the Lamb's War: The Baptist-Quaker Conflict in Seventeenth-Century England, Oxford University Press, 22 mai 1997 (ISBN 978-0-19-535530-7, lire en ligne)